# Ji Yu-chan
Det här är en artikel om en person med koreanskt personnamn; Ji är familjenamnet.
Ji Yu-chan (koreanska: 지유찬), född 24 augusti 2002, är en sydkoreansk simmare.

## Karriär
Vid asiatiska spelen 2022 i Hangzhou tog Ji guld på 50 meter frisim och noterade ett nytt mästerskaps- och nationsrekord på 21,72 sekunder. Han var även en del av Sydkoreas kapplag som tog silver på 4×100 meter frisim.
Ji tävlade för Sydkorea vid olympiska sommarspelen 2024 i Paris, där han blev utslagen i försöksheatet på 50 meter frisim och slutade på totalt 28:e plats.